# Neotroponiscus plaumanni
Neotroponiscus plaumanni là một loài chân đều trong họ Bathytropidae. Loài này được Andersson miêu tả khoa học năm 1960.